# Süberlingsche Kapelle und Musikschule
Die Süberling’sche Kapelle und Musikschule existierte von 1877 bis 1937 in Glückstadt (heute Kreis Steinburg in Schleswig-Holstein).

## Musikhistorischer Hintergrund
Die Süberling'sche Kapelle und Musikschule wurde im Volksmund „Stadtpfeife“ genannt. „Stadtpfeifen“ waren Ausbildungsstätten mit handwerksmäßig orientierten Kapellen, die im 19. Jahrhundert in der Nachfolge der privilegierten Türmer- und Stadtmusiken entstanden. Die Aufgaben der Stadtpfeifer lagen in der musikalischen Ausgestaltung von Festlichkeiten in der Stadt. Sie spielten zum Beispiel bei Verlobungen, Hochzeiten, Banketten und festlichen Ereignissen.

## Musikschule
Wilhelm Süberling, geboren 1838 in Neuhaus/Elbe, ließ sich 1877 in Glückstadt nieder, um dort eine Musikschule aufzubauen – ein Vorhaben, das von der Stadt begrüßt und gefördert wurde. Die Brüder Fritz und Karl unterstützten ihn in den Anfangsjahren, bevor sie sich mit eigenen Kapellen in Hamburg selbstständig machten.
In der Musikschule wurden durchschnittlich 15 Lehrlinge gleichzeitig ausgebildet. Die Lehrzeit betrug 3 Jahre. Ein Lehrvertrag fixierte die Bedingungen, deren Inhalt von der „Innung der selbstständigen Musikdirektoren, Stadtmusiker und Chorführer, Neumünster“ festgelegt worden war. Ein originaler Lehrvertrag von 1893 ist im „Steinburger Jahrbuch 1987“ wiedergegeben.
Nach der Ausbildung wurden die Berufsmusiker häufig von Militär- und Polizeikapellen, aber auch Sinfonieorchestern engagiert.
Die Musikschule war ein Familienbetrieb. Nach Wilhelm Süberling (Leiter von 1877 bis 1906) folgte sein Sohn Paul, ab 1930 offizieller „Städtischer Musikdirektor“. Seine Söhne Robert und Werner unterstützten ihn.

## Süberling'sche Kapelle
Parallel zur Musikschule etablierte Wilhelm Süberling 1877 die Süberling'sche Kapelle. Glückstadt, nahe Hamburg an der Elbe gelegen, hatte ein reges Vereinsleben und war Ziel regelmäßiger Vereins- und Betriebsausflüge. Entsprechend groß war die Anzahl der Gaststätten, Club- und Ballhäuser. Sehr anschaulich berichtet darüber der Artikel „Es war einmal“ in „Glückstadt im Wandel der Zeiten“. Immer dabei war die Süberling’sche Kapelle: „Sie war in Glückstadt sehr beliebt.“ (Walter Ahrens) Sogar die deutschsprachige US-Zeitung „Indiana Tribüne“ erwähnte sie 1904.
Die politische Entwicklung ab 1933 erschwerte zunehmend die Existenz des privaten Unternehmens. Neu gegründete Militär- und Werkskapellen übernahmen vielfach die musikalische Begleitung öffentlicher Ereignisse. Alle Vereine wurden von den Nationalsozialisten „erfasst und gleichgeschaltet“ mit dem Ergebnis, dass NS-Organisationen die Leitung der Vereine und Verbände übernahmen. Am 1. März 1937, nach 60 Jahren Glückstädter Musikgeschichte, stellte die Stadtkapelle und Musikschule ihren Betrieb ein.